# Ted Stearn
Robert Theodore "Ted" Stearn (Weymouth, 9 augustus 1961 – 1 februari 2019) was een Amerikaans stripauteur en animatietekenaar.
Ted Stearn werd geboren in Weymouth, Massachusetts. Hij werkte aanvankelijk als storyboarder en tekenaar voor tekenfilmseries zoals Beavis and Butt-head en Futurama. In 1992 publiceerde hij zijn eerste strips in het tijdschrift Rubber Blanket van David Mazzucchelli. Het jaar daarop creëerde hij de strip Fuzz & Pluck over een naïeve en bangelijke teddybeer en een cynische geplukte haan. Van deze stripreeks verschenen drie delen bij Fantagraphics Books en Stearn ontving hiervoor de Prijs voor beste reeks op het Stripfestival van Angoulême van 2014. Ted Stearn gaf ook les aan het Savannah College of Art and Design van 2001 tot 2004.
Stearn overleed op 57-jarige leeftijd door complicaties bij aids. Hij liet een vrouw en twee dochters achter.